# Népszabadság
Népszabadság var en stor ungersk dagstidning. Den grundades 1956 och lades ner 2016. Tidningen, som hade en vänsterprofil, var ett av de få ungerska massmedierna som inte stödde Viktor Orbáns regim.
Tidningen var fram till 2002 den med den största upplagan i Ungern. På senare år har man haft ekonomiska problem, med minskande upplaga, och 2014 såldes tidningen till den österrikiska mediekoncernen Mediaworks. Vid nedläggningen 2016 låg upplagan på cirka 37 000 exemplar.

## Historia och profil

### Bakgrund
Népszabadság grundades i november 1956. Den var då en efterföljare till Szabad Nép (ungerska: 'Fritt Folk'), som etablerats 1942 som partiorgan för Ungerska arbetarpartiet. Népszabadság fungerade å sin sida som partiorgan för Ungerns socialistiska arbetarparti, som 1956 ersatte arbetarpartiet efter dess nedläggning tidigare samma år.

### Efter kommunismens fall
I början av 1990-talet hade kommunismen i Ungern tappat sin ledande politiska roll. Népszabadság privatiserades, och hälften av aktierna kom att hamna hos tyska Bertelsmann med övriga delar fördelade på Szabad Sajtó Alapítvány (Föreningen för fri press), en stiftelse kopplad till Ungerns socialistiska parti (MSZP), en investeringsfond och det ungerska journalistförbundet. Socialistpartiet sålde dock sin ägarandel 2015.
Népszabadság publicerades i fullformat (den 2016 största ungerska tidningen som fortfarande använde detta format), och man hade sina redaktionslokaler i Budapest. 2004 säkrade man medel för att kunna bygga ett eget tryckeri med fullfärgsmöjligheter, något som är ovanligt inom den ungerska pressen. Färgen var ett sätt att försöka återta rollen som den ledande tidningen i landet; en gång hade man en upplaga större än alla sina konkurrenter tillsammans.
Tidningen hade nära relationer med MSZP och Fria demokraternas allians. Dess ledare stödde ofta (dock inte utan kritik) den länge socialist-liberala regeringen, och internationellt stöddes EU:s och USA:s linje.

### Nedläggning
Népszabadság lades oväntat ner 8 oktober 2016, utan att vare sig läsare eller anställda blivit meddelade. Tidningen hade då i flera års tid samlat på sig skulder, och upplagan hade sjunkit till långt under 100 000 exemplar (mot på 1980-talet 700 000).
Vid nedläggningen var Népszabadság en av mycket få pressröster som var kritiska mot Viktor Orbáns regim och hans parti Fidesz. Den plötsliga nedläggningen sågs av många (trots ägarnas besked om den dåliga tidningsekonomin) som ett resultat av politiska påtryckningar. Pressfriheten i Ungern anses av många hotad, med politiskt motiverade avskedanden av journalister och självcensur, vilket lett till jämförelser med andra europeiska länder – inklusive Polen, Frankrike och Turkiet. I det sistnämnda landet togs den största dagstidningen Zaman över med polismakt i mars 2016, för att senare läggas ner.
Tidningens webbplats på nol.hu innehöll efter tidningens nedläggning endast ett pressmeddelande på ungerska och engelska. Där noterades den ihopkrympta upplagan (–74 procent på tio år), liksom de samlade förlusterna på 5 miljarder forint sedan 2007. Mediaworks förklarade också att nedläggningen var nödvändig för att kunna trygga anställningen för de totalt över 1 000 anställda i Mediaworks. Vid sidan av Népszabadság har Mediaworks-PLT (det ungerska bolaget i koncernen) publicerat ett antal regionala dagstidningar.

## Upplaga
Népszabadság hade den största upplagan av ungerska dagstidningar fram till 2002, då man förlorade platsen till både tabloidtidningen Blikk och gratistidningen Metropol. Népszabadságs upplaga dalade, i likhet med många andra politiskt inriktade dagstidningar internationellt. Särskilt upplevde tidningen ett stort upplagefall åren 2005–10.
Nedanstående upplagor baseras på officiell dagstidningsstatistik:
- 1989 – 460 000
- 1991 – 327 000
- 1993 – 305 000
- 1994 – 300 000[1]
- 1995 – 285 000
- 1998 – 225 000[18]
- 2000 – 203 000
- 2002 – 195 000
- 2003 – 172 000[7]
- 2009 – 99 446[2]
- 2010 – 70 000
- 2011 – 63 000
- 2013 – 46 000
- 2016 – 37 000